# 日本橋一丁目三井ビルディング
日本橋一丁目三井ビルディング（にほんばしいっちょうめみついビルディング）は、東京都中央区日本橋に所在する超高層ビルである。高層部は賃貸オフィス、低層階は商業テナントが入居する複合ビルで、商業区画にはCOREDO日本橋（コレドにほんばし、コレド日本橋）の名称が付されている。

## 概要
1999年に閉店した東急百貨店のルーツである日本橋店（旧白木屋本店）跡地の再開発事業として三井不動産と東急不動産により2004年に竣工、同年3月30日にオープンした。永代通りと中央通りが交わる日本橋交差点に位置し、日本橋駅とも地下で直結している。日本橋エリアでは2000年代に入ってから初めての大規模な再開発により竣工した物件であり、当地の新しいランドマーク的な存在となっている。

## オフィス
6階以上のオフィススペースには、りそな銀行日本橋支店、BofA証券、伊藤忠丸紅鉄鋼、山下PMCなどが入居している。
オフィスフロアへは1階と6階を結ぶ8台のシャトルエレベーターによってアクセスする構造となっており、商業施設とは動線が明確に区分されている。6階から各フロアへは、低層階（7階から13階まで）用と高層階（13階から19階まで）用に6台ずつのエレベーターがある。なおビル全体（地下4階から20階まで）の各階へアクセスできる貨物搬出入用（非常兼用）のエレベーターも2台存在している。
竣工当初は6階から14階までをメリルリンチ日本証券が占めていた。
12階にはオフィステナントの共用福利厚生スペースOASISが存在しており、弁当販売、健康チェック、エクササイズプログラム、ボディケア、マッサージチェア、仮眠ブースなどが用意されている。

## 早稲田大学日本橋キャンパス
5階は本来商業施設区画であるが、早稲田大学が日本橋キャンパスとして利用している。建物が駅と直結しており社会人学生が修学しやすいこと、また証券業の中枢である日本橋兜町や金融政策の中枢である日本銀行などの近くに立地していることを特徴的とする。竣工当初は金融・投資・証券分野の高度専門職業人育成を掲げる専門職大学院として早稲田大学大学院ファイナンス研究科（会計大学院ではなく金融MBA課程）が設置されていたが、2016年以降は早稲田キャンパスの早稲田大学ビジネススクールへと統合された。これに代わって2017年7月以降「WASEDA NEO」が開設されており、サテライトキャンパスとしての機能を維持している。

## COREDO日本橋
商業区画のCOREDO日本橋は、地下1階が主に食品・喫茶、1階から3階は衣料品・セレクトショップなど、4階にレストランというフロア構成になっている。5階は上述の通り早稲田大学の日本橋キャンパスとして利用されており、またビル外の別棟(ANNEX)にレストランが入居している。「コレド」とは「CORE（中心・核）+EDO（江戸）」、つまり「江戸の中心」という意味の造語である。三井不動産グループの三井不動産商業マネジメントが運営しており、ららぽーと、三井アウトレットパークなどと同様の三井ショッピングパークの共通サービスが提供されている。
2004年開業時には33店舗が出店、核店舗としてプラザの新業態「セレンディピティ」が3階フロアを占有し、またタカラのコンセプトショップ「ガレージ」が1・2階にメゾネット形式で入店するなどの特色があった。しかし開業後の業績は不振であり、ガレージは翌2005年7月10日で閉店、セレンディピティも2009年2月22日に閉店している。地下1階の主要テナントであった東急ストア運営の食料品スーパー「プレッセ」も2014年3月30日に閉店している。

## 沿革
- 1999年1月31日 - 東急百貨店日本橋店（旧白木屋本店）が閉店
- 1999年10月 - 三井不動産、東急不動産、東急電鉄の3社による再開発計画が始動[8]
- 2001年7月11日 - 着工[9]
- 2004年
  - 1月26日 - 日本橋一丁目ビルディングとして竣工（総事業費約900億円）[10]
  - 2月27日 - 東京急行電鉄の持分(30%)および事業実施に関わる地位を、三井不動産に売却（約47億円）[11]
  - 3月30日 - COREDO日本橋開業[12]
- 2014年 - 日本橋一丁目三井ビルディングに改称

## 受賞
- 第46回BCS賞[13]
- 平成16年度照明普及賞(優秀施設賞)[14]
- 第38回SDA賞（B-2類　サインデザイン奨励賞）[15]
- Marble Architectural Awards（特別賞、2005年）[16]
- グッドデザイン賞(建築・環境デザイン部門、2004年)[16]
- 日経優秀製品・サービス賞（優秀賞、2005年）[16]

## 隣接する大規模開発地区
- 北側: 日本橋一丁目中地区第一種市街地再開発事業（高さ約287m・2025年度竣工予定）[17]
- 東側: 日鉄日本橋ビル（高さ約92m・2019年竣工）[18]
- 南側: 東京日本橋タワー（高さ180m・2015年竣工）
- 西側: 東京建物日本橋ビル（高さ約56m・2015年竣工）[19]・日本橋一丁目１・２番街区（計画中）